# Port Sudan

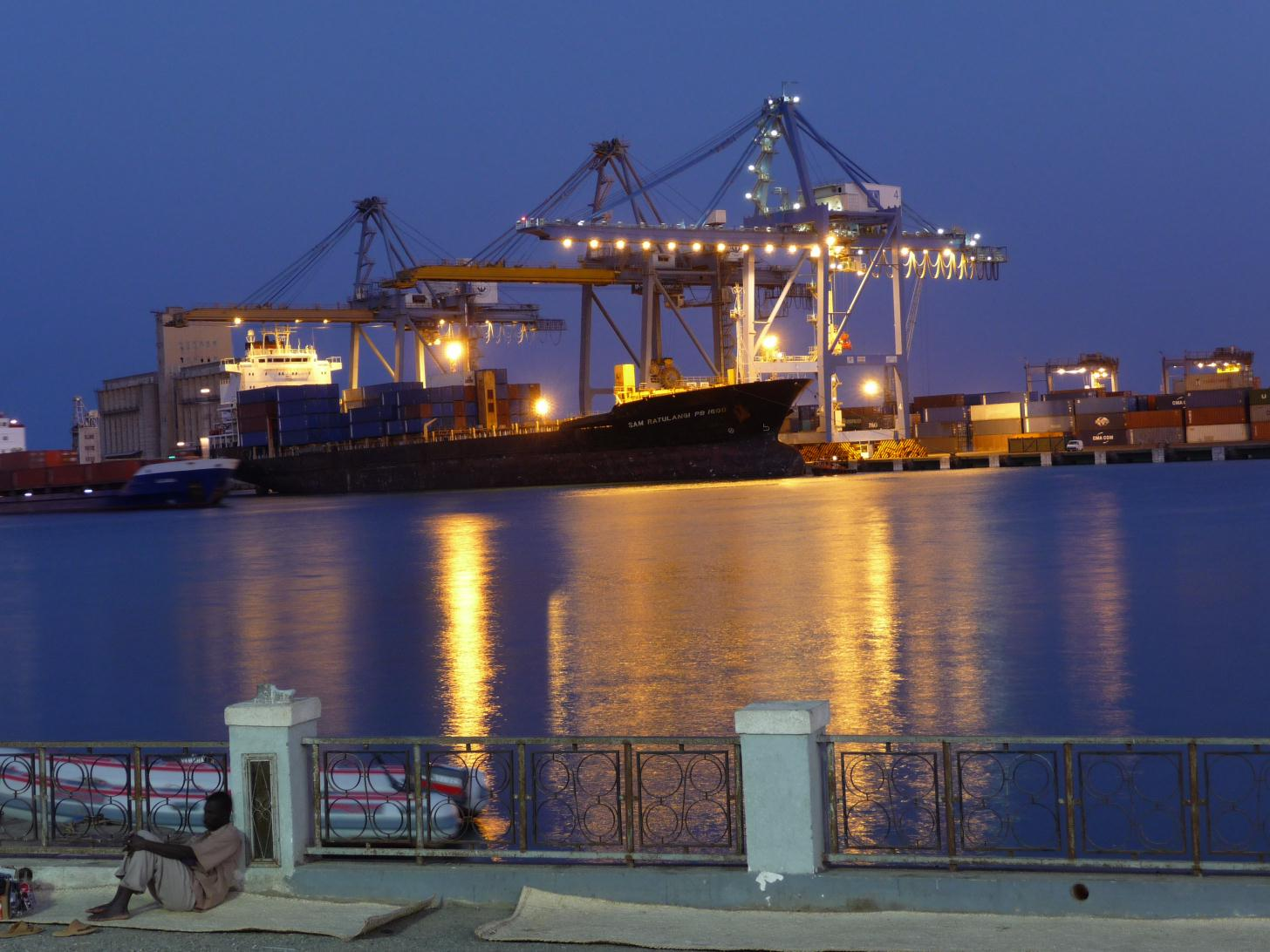
Terminal a Port Sudan.

Port Sudan —àrab: بورتسودان, Būrtsūdān— és una ciutat portuària, al mar Roig, del nord-est del Sudan. És la capital de l'estat sudanès del Mar Roig. És l'únic port comercial del país. Les seves principals exportacions són de ramaderia bovina, goma aràbiga i cotó. El seu clima és tropical gairebé desèrtic. L'estimació de l'any 2007 apunta que la ciutat tenia 489.275 habitants. Disposa d'aeroport internacional. Des del punt de vista turístic són atractius els capbussament en els esculls de corall del mar Roig, a més de les seves platges. Prop de la ciutat hi ha jaciments de petroli. Molts musulmans utilitzen Port Sudan per a dirigir-se ne pelegrinatge a la Meca. Es va fundar l'any 1909 pels britànics com a punt final del ferrocarril que va del riu Nil al mar Roig i per a l'exportació de cotó sèsam i sorgo. L'11 de juny de 1940, durant la Segona Guerra Mundial, la ciutat va ser bombardejada per les forces aèries italianes.

## Evolució demogràfica
| Any            | Població |
| -------------- | -------- |
| 1906           | 4.289    |
| 1941           | 26.255   |
| 1973           | 132.632  |
| 1983           | 209.938  |
| 1993           | 305.385  |
| 2007 Estimació | 489.275  |

## Persones il·lustres
- Raouf Moussad-Basta, escriptor